# Pleuni Touw

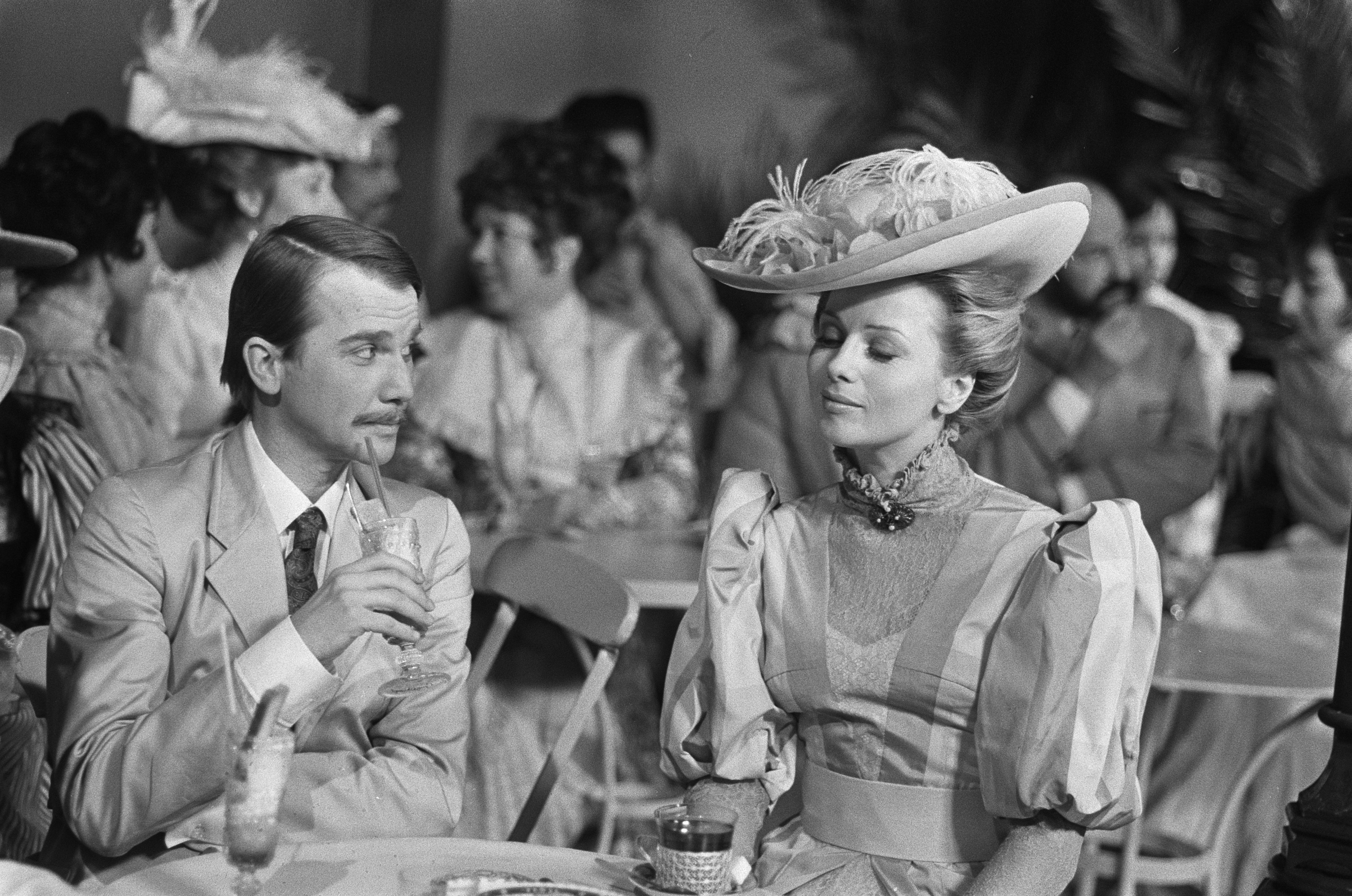
Pleuni Touw met Willem Nijholt in De stille kracht (1974)

Pleuntje (Pleuni) Touw (Bergen op Zoom, 8 november 1938) is een Nederlands actrice.

## Carrière
Pleuni Touw kwam in 1962 van de Arnhemse toneelschool en maakte in het najaar van dat jaar haar debuut in het theater bij het Nieuw Rotterdams Toneel in De keuken van Arnold Wesker. Ze was tot 1973 actief bij diverse toneelgezelschappen en maakte vervolgens de overstap naar de vrije sector. In 1975 trouwde ze met acteur Hugo Metsers, met wie ze een eigen toneelproductiebedrijf begon, BV Polona. Met Metsers speelde ze vervolgens in de diverse stukken die Polona produceerde, zoals Rose en Schijn bedriegt.
Gedurende haar hele carrière was Touw te zien in tal van films, televisieseries en theaterproducties. In 1982 maakte ze haar debuut als zangeres met het album Al mijn geheimen. In 2009 won ze een Gouden Kalf voor beste vrouwelijke bijrol in de film Bride Flight.
Pleuni Touw was de eerste Nederlandse actrice die naakt op de televisie verscheen. Dit gebeurde in 1974 in de serie De stille kracht met tegenspeler Willem Nijholt. Kunstenares Phil Bloom was haar in 1967 als eerste blote vrouw op de Nederlandse televisie voorgegaan. Dat was in het programma Hoepla van de VPRO.

## Televisie
- Zingend in de wildernis – Belle (1963)
- Maigret (afl. 'Maigret en de kabeljauwvissers', 1968)
- Villa des Roses (1968)
- De glazen stad – Bea Stein (1968)
- Neutraal terrein – Carol (1971)
- Uilenspiegel – Kalleke (1971)
- Een avond bij Eva – Eva (1972)
- De stille kracht – Leonie (1974)
- De verlossing – Madame Janssens (1975)
- Uit de wereld van Guy de Maupassant – Madame (afl. ''t Seintje/Gered' (1977)
- Hij en zij – Helen Bleeker (1978)
- Liefde half om half – Theresa Phillips (1979)
- De Fabriek – Mary Rustenburg (1981)
- Te laat geboren – Elanor Gilbert (1985)
- In de Vlaamsche pot – Tante Nellie (afl. 'Een schat van een mens', 1990)
- Suite 215 – Toontje (afl. 'Van de hoed en de rand' (1992)
- Diamant – Hester van Tellingen (1993-1994)
- Toen was geluk heel gewoon – Agnes (afl. 'Daar komt de bruid', 1995)
- Morgen ga ik zelf – Tilly (2001)
- Gemeentebelangen – Nina (2002)
- Wet en Waan – Lottie (afl. 'Opera', 2003)
- Gooische Vrouwen – Moeder van Claire (afl. 'Verleiding', 2009)
- Dokter Deen – Femke Deen, moeder van Maria Deen (2012-2018)
- Golden Girls – Toos (2012)

## Film
- Rufus (1975) – Nicole
- Zwaarmoedige verhalen voor bij de centrale verwarming (1975) – Juffrouw Lenie
- Het debuut (1977) – Rita[1]
- Mijn vriend (1979) – Helene Te Winckel
- Lieve jongens (1980) – Corinne
- Het verboden bacchanaal (1981) – Betsy van Heesteren
- De zwarte ruiter (1983) – Milou
- De tussentijd (1993) – Leonore
- Filmpje! (1995) – Mevrouw Lozig
- De Vriendschap (2001) – Zwaantje
- De dominee (2004) – Tante Jet
- Bride Flight (2008) – de oude Ada
- Stuk! (2014) – Oma

## Toneel
- 1962 - De keuken - Stichting Nieuw Rotterdams Toneel
- 1962 - De nacht van de leguaan - Stichting Nieuw Rotterdams Toneel
- 1963 - Damesorkest - Stichting Nieuw Rotterdams Toneel
- 1963 - De revisor - Stichting Nieuw Rotterdams Toneel
- 1963 - Kimbelijn - Stichting Nieuw Rotterdams Toneel
- 1964 - Kiss Me Kate - Stichting Nieuw Rotterdams Toneel
- 1964 - De plaatsbekleder - Stichting Nieuw Rotterdams Toneel
- 1964 - La mamma - Stichting Nieuw Rotterdams Toneel
- 1964 - Roddels en fijne vijgen - Stichting Nieuw Rotterdams Toneel
- 1965 - Oorlog is zo'n aardig spel - Ensemble
- 1965 - Hooikoorts - Ensemble
- 1966 - Het uur der verrukking - Ensemble
- 1966 - De koopman van Venetië - Ensemble
- 1967 – Dallas, 22 november 1963 - Ensemble
- 1967 - Je kunt 't toch niet meenemen – Ensemble
- 1967 - Ondine - Ensemble
- 1967 - Pygmalion - Ensemble
- 1967 - Elckerlyc - Stichting Delfesta
- 1968 - Kleren maken de man - Zuidelijk Toneel Globe
- 1969 - Ceremonie voor een vermoorde neger - Zuidelijk Toneel Globe
- 1969 - Het spel der vergissingen - Zuidelijk Toneel Globe
- 1970 - De Spaanse hoer - Zuidelijk Toneel Globe
- 1970 - Kortsluiting - Zuidelijk Toneel Globe
- 1971 - De filantroop - Zuidelijk Toneel Globe
- 1971 - De hertogin van Malfi - Zuidelijk Toneel Globe
- 1972 - De Italiaanse strohoed - Zuidelijk Toneel Globe
- 1972 - Ziekenzorg of Zuster Norton verliefd - Zuidelijk Toneel Globe
- 1973 - Steel wat minder – 7e gebod - Toneelraad Rotterdam
- 1974 - Ik lach erom - Stichting Toneelgroep Podium
- 1974 - Suiker - Zuidelijk Toneel Globe
- 1975 - Privé voor twee - Joop van den Ende Theaterproducties BV
- 1976 - De mandarijnenkamer - Joop van den Ende Theaterproducties BV
- 1976 - Liefde half om half - Joop van den Ende Theaterproducties BV
- 1977 - De stoeipoes - Joop van den Ende Theaterproducties BV
- 1978 - Lipstick - Joop van den Ende Theaterproducties BV
- 1979 - Gekke mensen? - Joop van den Ende Toneelprodukties bv
- 1980 - Wie is wie? - Joop van den Ende Toneelprodukties bv
- 1981 - Tartuffe - RO Theater
- 1981 - Rosa - Polona Produkties BV
- 1982 - Spotgeesten - Polona Produkties BV
- 1983 - Schijn bedriegt - Polona Produkties BV
- 1984 - Bezoek van een oude dame - Nieuwe Komedie
- 1984 - Te laat geboren - Polona Produkties BV
- 1985 - Top Girls - Polona Produkties BV
- 1986 - Het kan vreemd gaan - Polona Produkties BV
- 1987 - Hedda Gabler - Polona Produkties BV
- 1988 - Een vrouw alleen - Polona Produkties BV
- 1988 - Open huwelijk - Polona Produkties BV
- 1988 - Twee op de wip - Impresariaat John de Crane
- 1989 - De kersentuin - RVT v.z.w.
- 1990 - Wie is bang voor Virginia Woolf? - Impresariaat John de Crane
- 1991 - Revue revue! - Domizia Theaterproducties BV
- 1991 - Grote drama's - Schouwburg Arnhem
- 1991 - Straat - RO Theater
- 1993 - Ex - Phosphor Producties B.V.
- 1994 - Little Voice - Bergen Theatre
- 1995 - Het hart van Herman - Festival van het Ongespeelde Stuk
- 1995 - Torch Song Trilogy - Joop van den Ende Theaterproducties BV
- 1996 - De poel - Festival van het Ongespeelde Stuk
- 1997 - Elektra - RO Theater
- 1997 - Het belang van Ernst - Noord Nederlands Toneel
- 1997 - Onder het melkwoud - RO Theater
- 1998 - Pterodactyls - Noord Nederlands Toneel
- 1999 - De manke - Noord Nederlands Toneel
- 1999 - De meeuw - Noord Nederlands Toneel
- 2001 - Het huis van Bernarda Alba - Het Nationale Toneel
- 2002 - Lied in de schemering - Joop van den Ende Theaterproducties BV
- 2002 - Momenten van geluk - Joop van den Ende Theaterproducties BV
- 2005 - Het kan weer vreemd gaan - Egmond Theater BV